# Улица Андрея Карлова (Москва)
У́лица Андре́я Ка́рлова — улица в районе Дорогомилово Западного административного округа города Москвы. Проходит от Кутузовского проспекта до Большой Дорогомиловской улицы.

## Название
Проекти́руемый прое́зд № 1968 получил современное название в феврале 2017 года в честь Андрея Геннадьевича Карлова — российского дипломата, чрезвычайного и полномочного посла Российской Федерации в Турецкой Республике, убитого в Анкаре 19 декабря 2016 года.

## Описание
Проходит от Кутузовского проспекта, огибая искусственный холм, на котором установлен обелиск «Москва — город-герой», до пересечения с Большой Дорогомиловской улицей и фактически является восточной границей площади Дорогомиловская Застава.